# Narayanpur (Distrikt)
Der Distrikt Narayanpur (Hindi नारायणपुर जिला) ist ein Distrikt im indischen Bundesstaat Chhattisgarh. Sitz der Verwaltung ist die Stadt Narayanpur.

## Geografie und Klima
Der Distrikt Narayanpur liegt im Südwesten Chhattisgarhs an der Grenze zum benachbarten Bundesstaat Maharashtra. Im Norden grenzt er an den Distrikt Kanker, im Osten an den Distrikt Bastar, im Südosten an den Distrikt Dantewada, im Südwesten an den Distrikt Bijapur und im Westen an den Distrikt Gadchiroli von Maharashtra. Die Fläche des Distrikts beläuft sich auf 4653,50 Quadratkilometer.
Der Distrikt ist ein hügeliges, bewaldetes Plateau in einer mittleren Höhe von etwa 610 Metern über dem Meeresspiegel. Im Distrikt gibt es mehrere unzusammenhängende Hügelketten. Westlich und südlich erstreckt sich die zwischen 610 und 960 Metern hohe, ausgedehnte unzugängliche Hügelkette Abujhmar. Abujhmar ist die Heimat der indigenen Stammesgruppe Madia. Die dichten Wälder von Abujhmar waren lange Zeit von der Außenwelt isoliert und waren nur über Waldwege von Narayanpur, Bijapur und Basroor aus erreichbar. Bei der Volkszählung 2011 wurde die Waldfläche des Distrikts mit 1039,5 Quadratkilometern beziffert.
Das Klima im Distrikt ist verhältnismäßig gemäßigt. Heißester Monat ist der Mai, aber die Höchsttemperatur überschreitet selten 39 °C. Der Dezember ist der kälteste Monat, in dem die Temperatur bis auf 10 °C absinken kann. Insgesamt ist das Klima im Inneren des Distrikts feucht und gilt als ungesund.

## Geschichte
Der Distrikt Narayanpur entstand am 28. April 2007 aus dem vormaligen gleichnamigen Tehsil des Distrikts Bastar. Im Januar 2008 wurde der neue Distrikt durch die Angliederung von 47 Dörfern des benachbarten Distrikts Dantewada vergrößert.
Der Distrikt ist Teil des naxalitisch-kommunistisch beeinflussten „Roten Korridors“.

## Bevölkerung
Die Einwohnerzahl lag bei der Volkszählung 2011 bei 139.820. Die Bevölkerungswachstumsrate im Zeitraum von 2001 bis 2011 betrug 19,16 %. Narayanpur hatte ein Geschlechterverhältnis von 994 Frauen pro 1000 Männer und eine Alphabetisierungsrate von 48,62 % (Männer: 57,31 %, Frauen: 39,88 %). Die Alphabetisierungsrate gehörte damit zu den niedrigsten in ganz Indien. Knapp 92,4 % der Bevölkerung waren Hindus, 0,6 % Muslime, 0,3 % Jainas, 0,4 % Christen, je 0,1 % Buddhisten bzw. Sikhs und 6,2 % gaben keine Religionszugehörigkeit an oder praktizierten andere Religionen. 16,7 % der Bevölkerung waren Kinder unter 6 Jahre. 77,4 % der Bevölkerung gehören den scheduled tribes, d. h. den registrierten indigenen Stamesvölkern (Adivasi) an, hauptsächlich den Muria, einer Untergruppe der Gond. Nach dem Sprachzensus 2011 war die meistgesprochene Sprache Gondi mit 75.354 Sprechern (53,9 % der Distriktbevölkerung).
Knapp 15,8 % der Bevölkerung leben in Städten.